# 布尔涅内茨
布尔涅内茨，德语名布林利茨（德語：Brünnlitz），是捷克帕尔杜比采州斯維塔維縣的一个村庄。